# Húsa kommuna
Húsa kommuna var frem til 1. januar 2017 en kommune på Færøerne. Kommunen omfattede bygderne Húsar og Syðradalur på den sydlige del af Kalsoy i Norðoyar. Den 1. januar 2012 havde Húsa kommuna 50 indbyggere, mod 140 i 1960.

## Samfund
Húsar blev en selvstændig kommune, da Kunoyar, Mikladals og Húsa kommuna deltes i tre i 1931. Den nordlige del af Kalsoy blev således en del af Mikladalur, som gik ind i Klaksvík fra nytår 2005.
I lighed med andre udkantkommuner på Færøerne oplevede Húsar stor fraflytning i 1960- og 1970-erne. Nedgangen i indbyggertallet i perioden 1960–1995 svarede til 61 % af den samlede befolkning for Húsars vedkommende. Størsteparten af kommunens beskæftigede er tilknyttet primærerhvervene, med fiskeri og husdyrhold som dominerende næringsveje.

## Politik
Før kommunalvalget i 2008 indledte Húsar samtaler med Klaksvík med sigte på en sammenlægning. Samtalerne blev ikke afsluttet i tide til at kommunen kunne indlemmes fra nytår. I foråret 2012 blev der afholdt folkeafstemning om Norðoyar som én kommune, og 12 af vælgerne i Húsa kommuna stemte for, mens 17 stemte imod. I efteråret 2012 vedtog kommunestyret i Húsar at indlemme kommunen i Klaksvíkar kommuna fra nytår, men processen blev stærkt kritiseret. Dette medførte at kommunestyret i Klaksvík også udsatte behandling af sagen.
Seneste kommunakvalg blev afholdt 13. november 2012. Stemmeprocenten var 74,4% og Folkeflokken opstillede den eneste liste, som fik 29 stemmer, mens 8 stemte på uafhængige kandidater. Magni Pauli Garðalíð blev borgmester.
| Lista | Nazwa partii   | Stemmer | Procent | Mandater | Mandater |
| ----- | -------------- | ------- | ------- | -------- | -------- |
| A     | Fólkaflokkurin | 29      | 100     | 3        | +3       |
|       | I alt          | 37      | 100     | 3        | 0        |

| Liste A        | Liste A               | Liste A        |
| Fólkaflokkurin | Fólkaflokkurin        | Fólkaflokkurin |
| Nr             | Kandidat              | Stemmer        |
| -------------- | --------------------- | -------------- |
| 1.             | Sólarn Isaksen        | 9              |
| 2.             | Magni Pauli Garðalíð  | 12             |
| 3.             | Hans Elias Højgaard   | 2              |
| 4.             | Elin Thomasia Syderbø | 1              |
| 5.             | Dora Lassen Joensen   | 5              |
|                | Liste                 | 0              |